# تیم ملی فوتبال ساحلی میانمار
تیم ملی فوتبال ساحلی میانمار نماینده میانمار در مسابقات بین‌المللی فوتبال ساحلی است.